# Albarozen

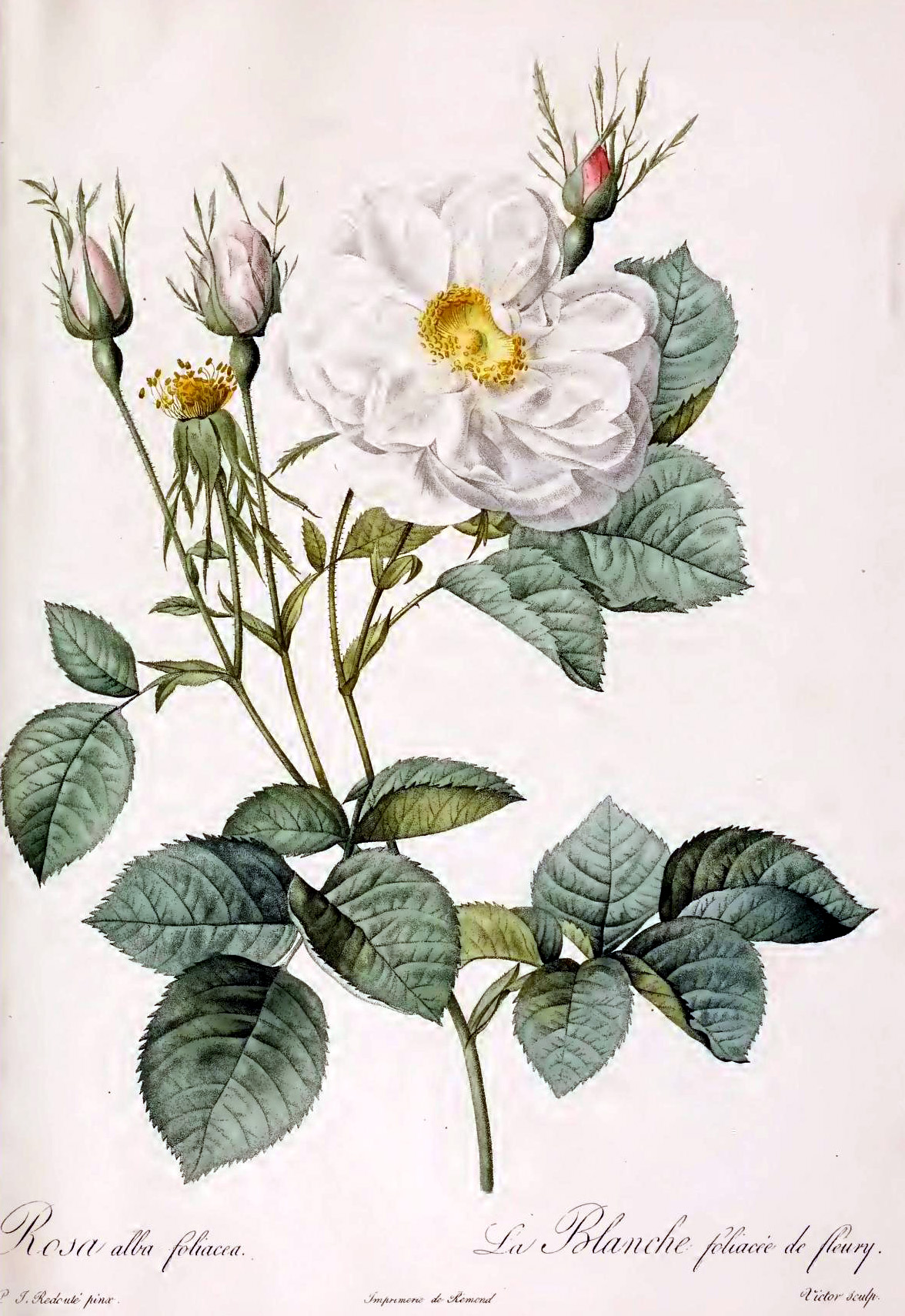
Rosa alba foliacea door Pierre-Joseph Redouté, Les Roses III, 1824

Albarozen (Rosa × alba) zijn een groep van hybride rozen, die tot de oudste Europese tuinrozen behoren. Samen met Rosa gallica en Rosa damascena werden de voorouders van de nu bekende albarozen vanuit Klein-Azië via Kreta, het oude Griekenland en het oude Rome over vrijwel heel Europa verspreid. De oude Grieken en Romeinen verbouwden de albaroos (Latijn: Rosa alba, witte roos) al in hun tuinen. De albaroos is vermoedelijk ontstaan  uit een kruising tussen een heggenroos (Rosa corymbifera) en een damascenerroos (Rosa damascena).

## Beschrijving
Albarozen zijn meestal hoge struiken met 2-3 meter lange, licht gebogen takken. Typisch voor de albarozen zijn de min of meer blauwachtige, grijsgroene bladeren. De bladeren zijn oneven geveerd met 5 of af en toe ook 7 getande blaadjes. Deze zijn aan de bovenkant licht berijpt en aan de onderkant fijn behaard. De steunblaadjes zijn licht verbreed. De stekels zijn ongelijk verdeeld en staan niet erg dicht. Bij sommige variëteiten zijn het er maar een paar, bij andere meer. Ze zijn grotendeels haakvormig gebogen en hebben een brede basis.
De bloemen staan meestal in kleine trossen en zijn middelgroot tot groot, halfgevuld of gevuld. De kelk is langwerpig en duidelijk gescheiden van de bloemsteel. De kelkbladen (sepalen) steken boven de knop uit en zijn vaak geveerd en van voren spatelvormig. De bloemstelen en gedeeltelijk ook de kelken en kelkbladen zijn behaard en met klieren bezet. De kleur van de bloemen is wit tot lichtroze. Donkere kleuren komen bij albarozen niet voor.
De geur is licht tot sterk, afhankelijk van de variëteit. Albarozen bloeien één keer per jaar, van mei tot juni. De rozenbottels lijken op die van de heggenroos, dat wil zeggen ze zijn langwerpig, eivormig, glad en oranje tot rood van kleur. Ze zijn duidelijk gescheiden van de bottelsteel. Niet alle variëteiten dragen bottels. Albarozen zijn zeer winterhard en groeien ook redelijk goed in halfschaduw.

## Geschiedenis
De oudst bekende albaroos is de halfgevulde, witte roos Rosa × alba 'Semiplena'. Uit deze roos is al heel vroeg door een mutatie de sterk gevulde, witte roos  Rosa × alba 'Maxima' ontstaan. De roos Rosa × alba 'Suaveolens' lijkt erg op 'Semiplena', maar is iets sterker gevuld. Een eveneens zeer oude albaroos, die in Europa sinds de 15e of 16e eeuw wijdverspreid was, is de roos 'Maiden's Blush'. Deze roos is wit met een roze blos en is bekend onder tal van andere namen. 
Het veredelen van albarozen begon rond 1800. Albarozen verspreiden zich slecht via zaad en kruisen niet gemakkelijk met andere rozen. Daarom zijn er niet zoveel cultivars van deze roos. Pierre-Joseph Redouté maakte tekeningen van vijf verschillende variëteiten in zijn werk Les Roses van 1817-1824. De Franse rozenveredelaar Jean-Piere Vibert vermeldde 39 verschillende variëteiten in zijn catalogus van 1839, waarvan hij er acht zelf had veredeld. Na 1850 kwamen er nauwelijks nieuwe variëteiten van albarozen op de markt, omdat ze werden verdrongen door de 'moderne rozen'.

### Symboliek
De albaroos 'Semiplena' was als 'White Rose of York' het embleem van het Huis York en het graafschap Yorkshire. Daarentegen droeg het Huis Lancaster in de 15e eeuw, tijdens de strijd om het koningschap van Engeland in de zogenaamde rozenoorlogen, de rode Gallica-roos in het wapen.

## Afbeeldingen (selectie)

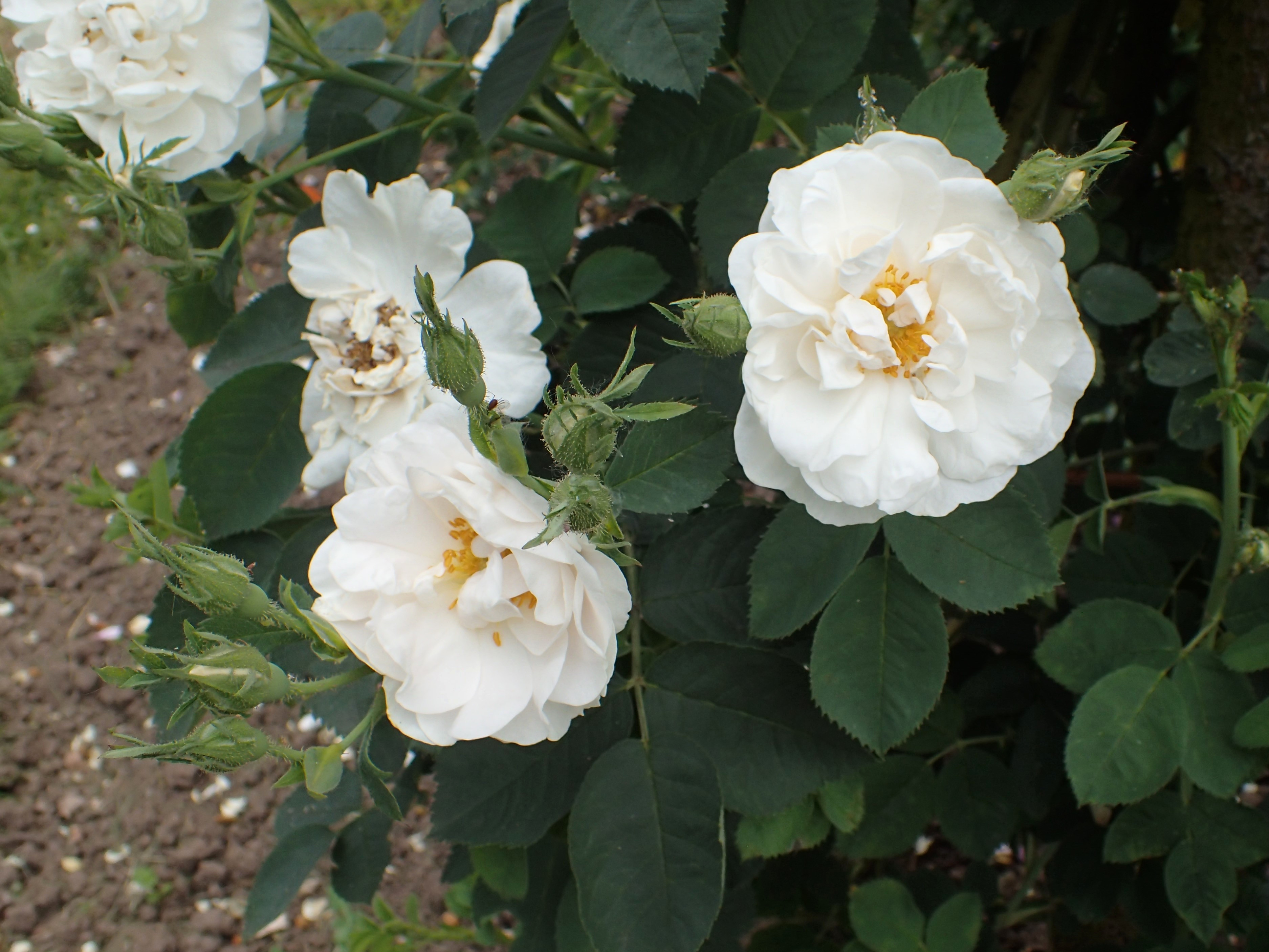
'Maxima' (onbekend, voor 1320)
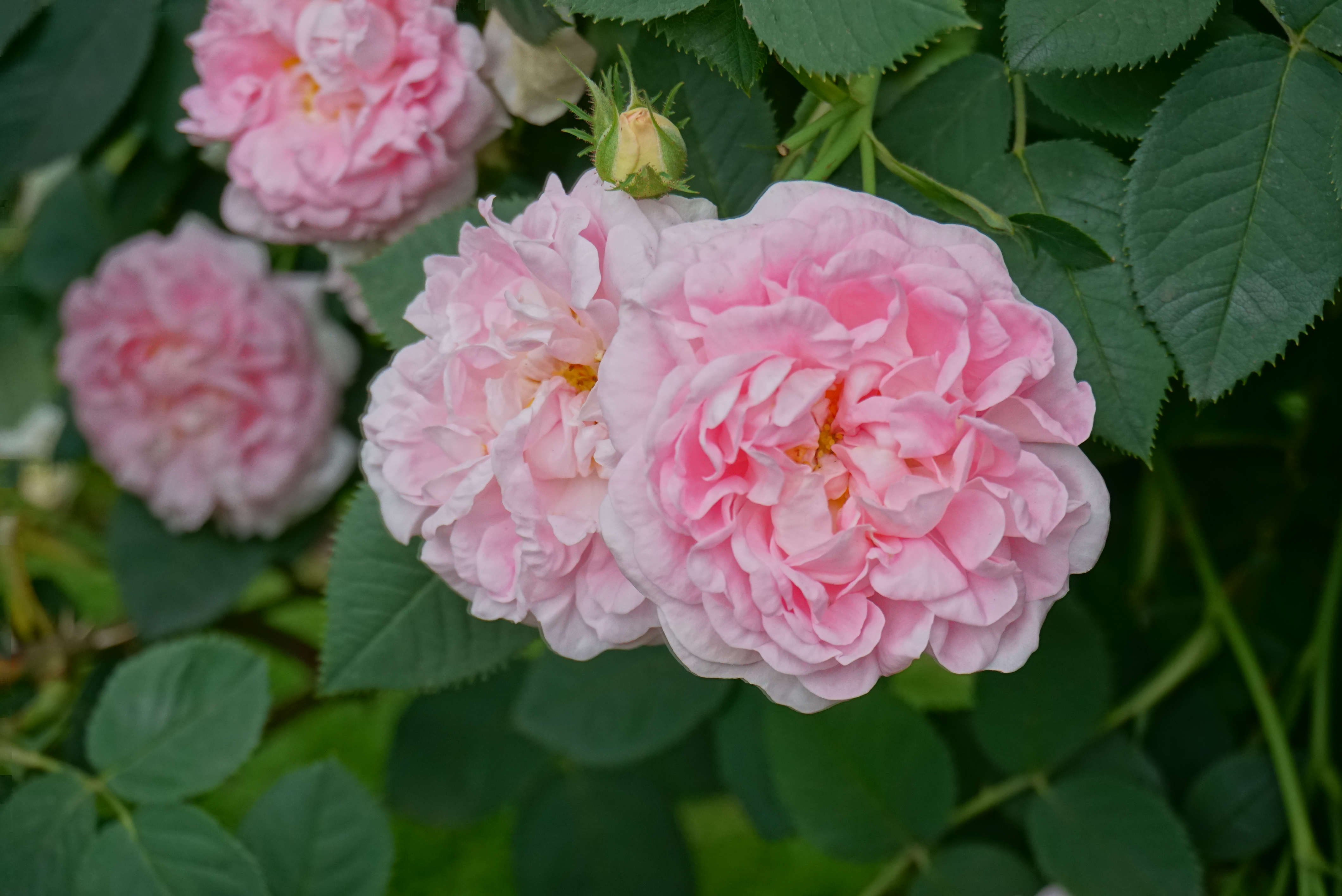
'Maiden's Blush' (onbekend, voor 1597)
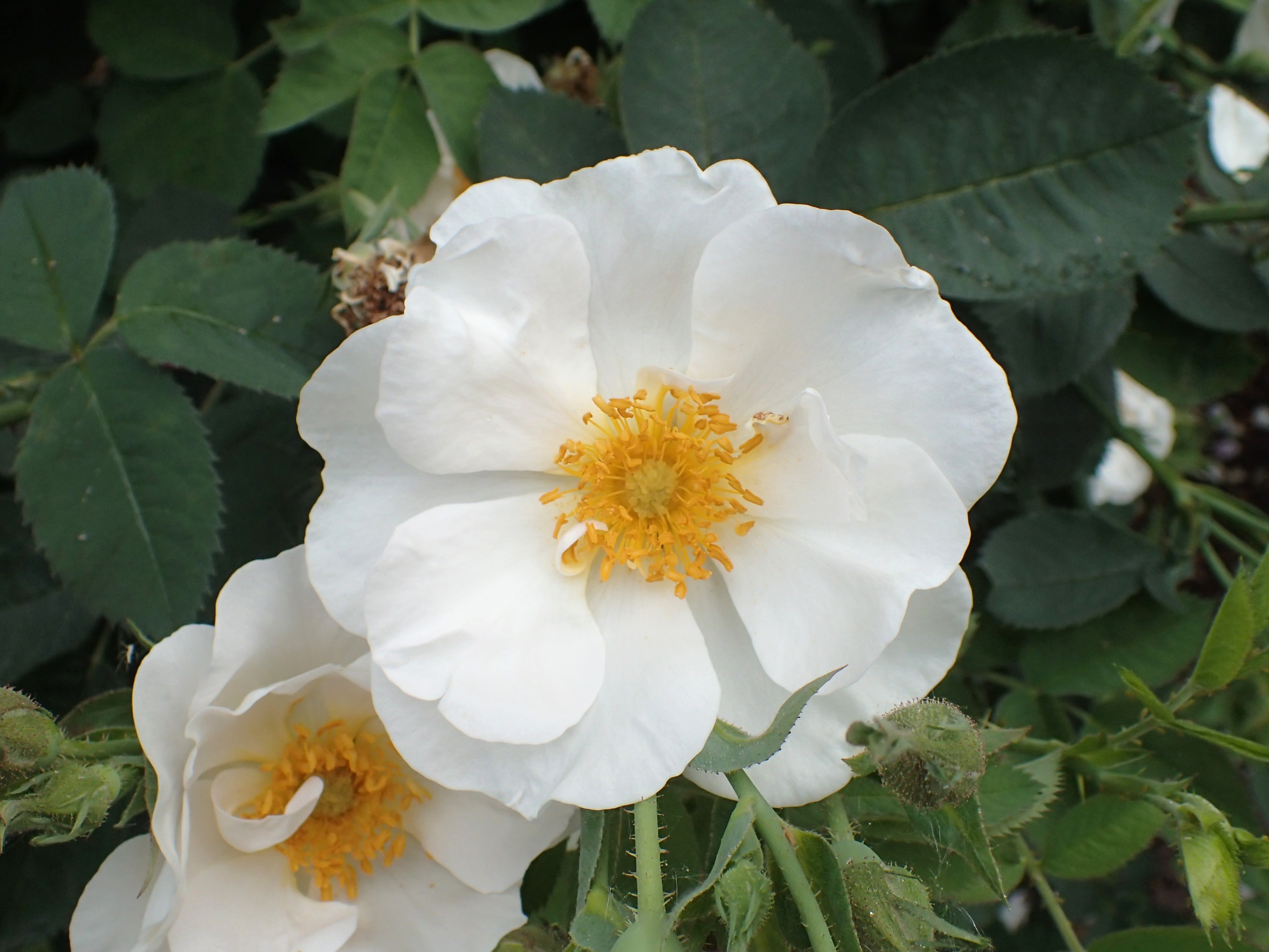
'Semiplena' (onbekend, voor 1623)
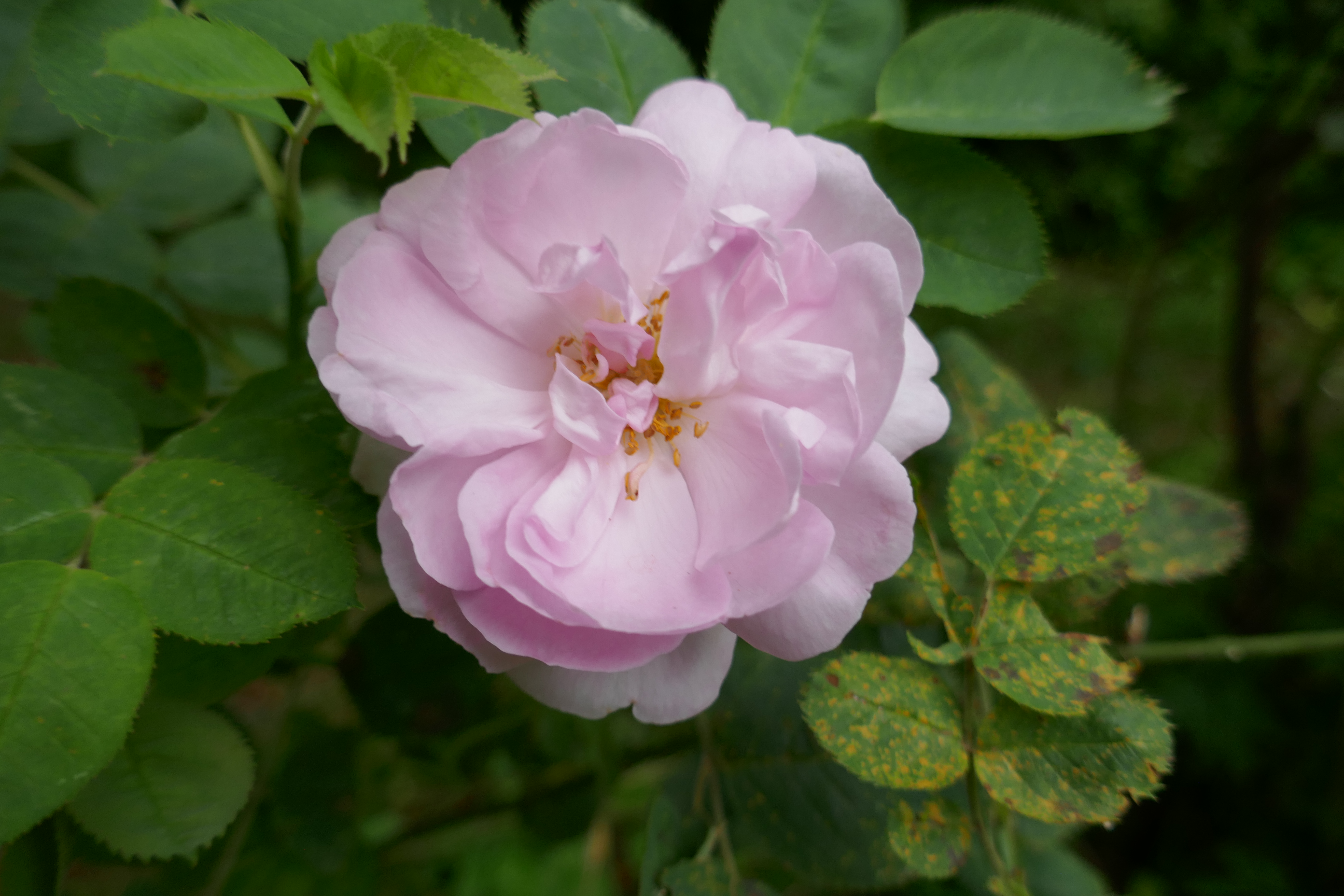
'Céleste' (onbekend, voor 1717)
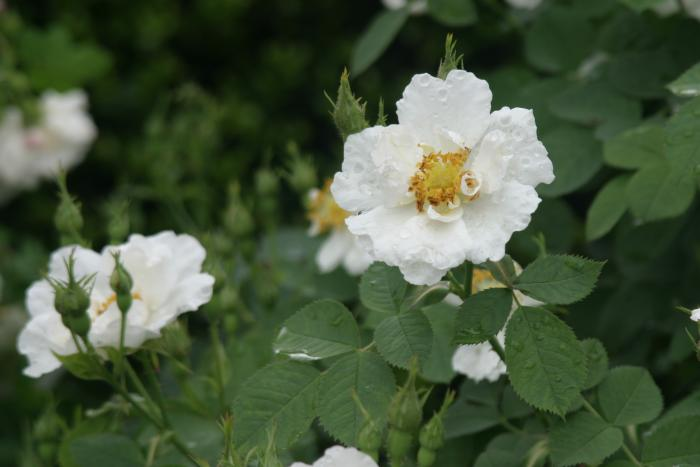
'Suaveolens' (onbekend, voor 1750)
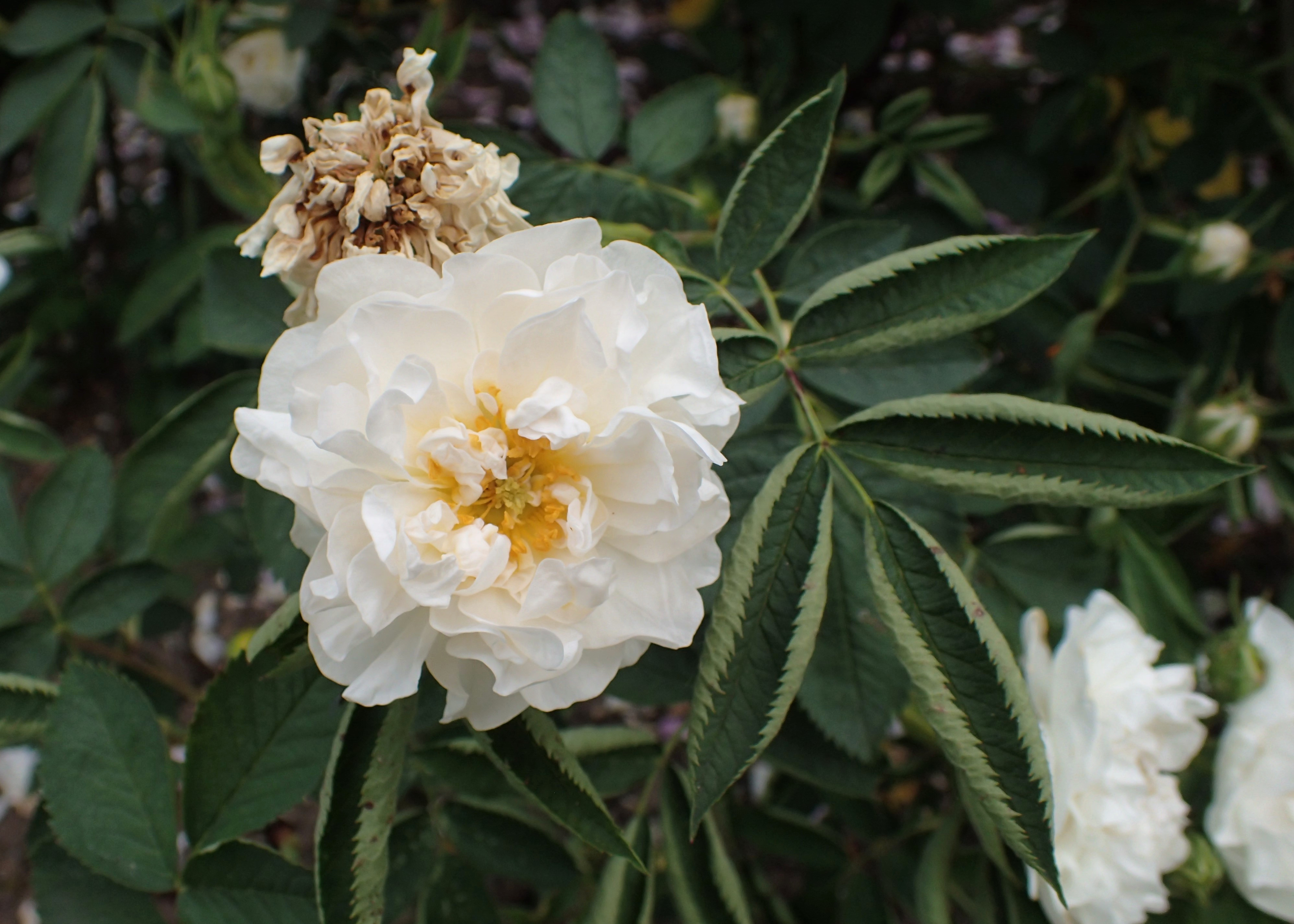
'À Feuilles de Chanvre' (Flobert, 1807)
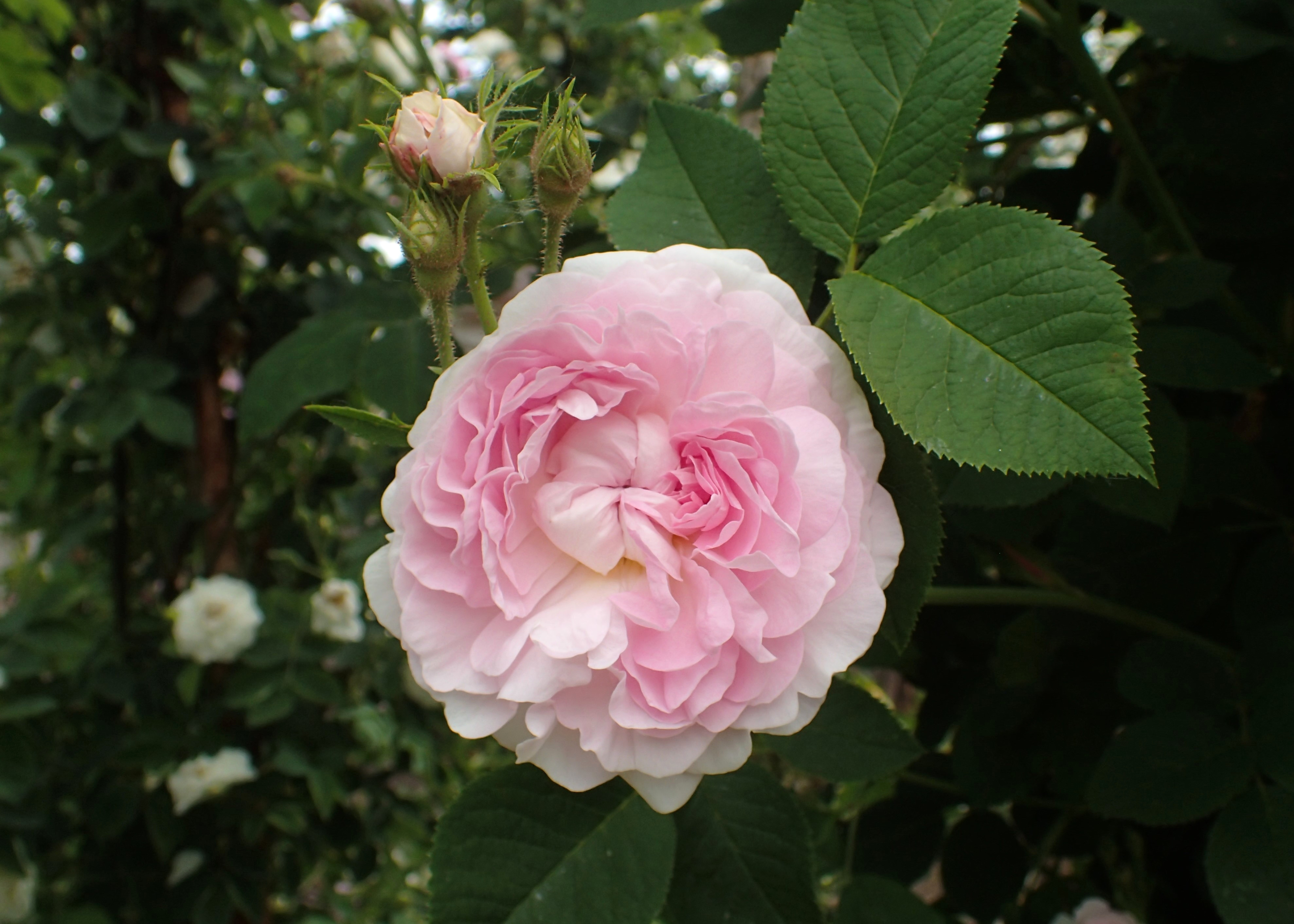
'Chloris' (Jacques-Louis Descemet, voor 1815)
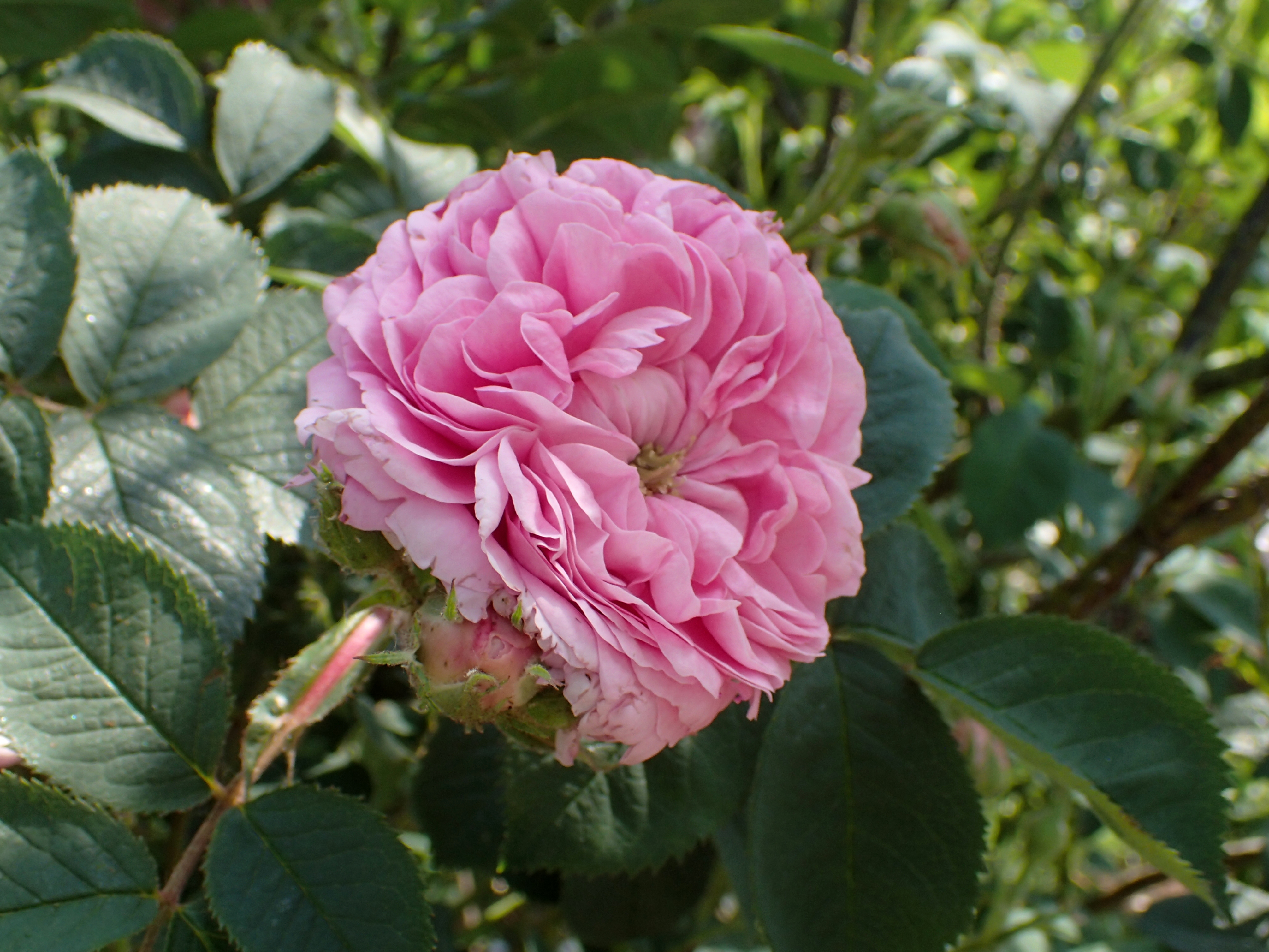
'Königin von Dänemark' (James Booth, 1816)
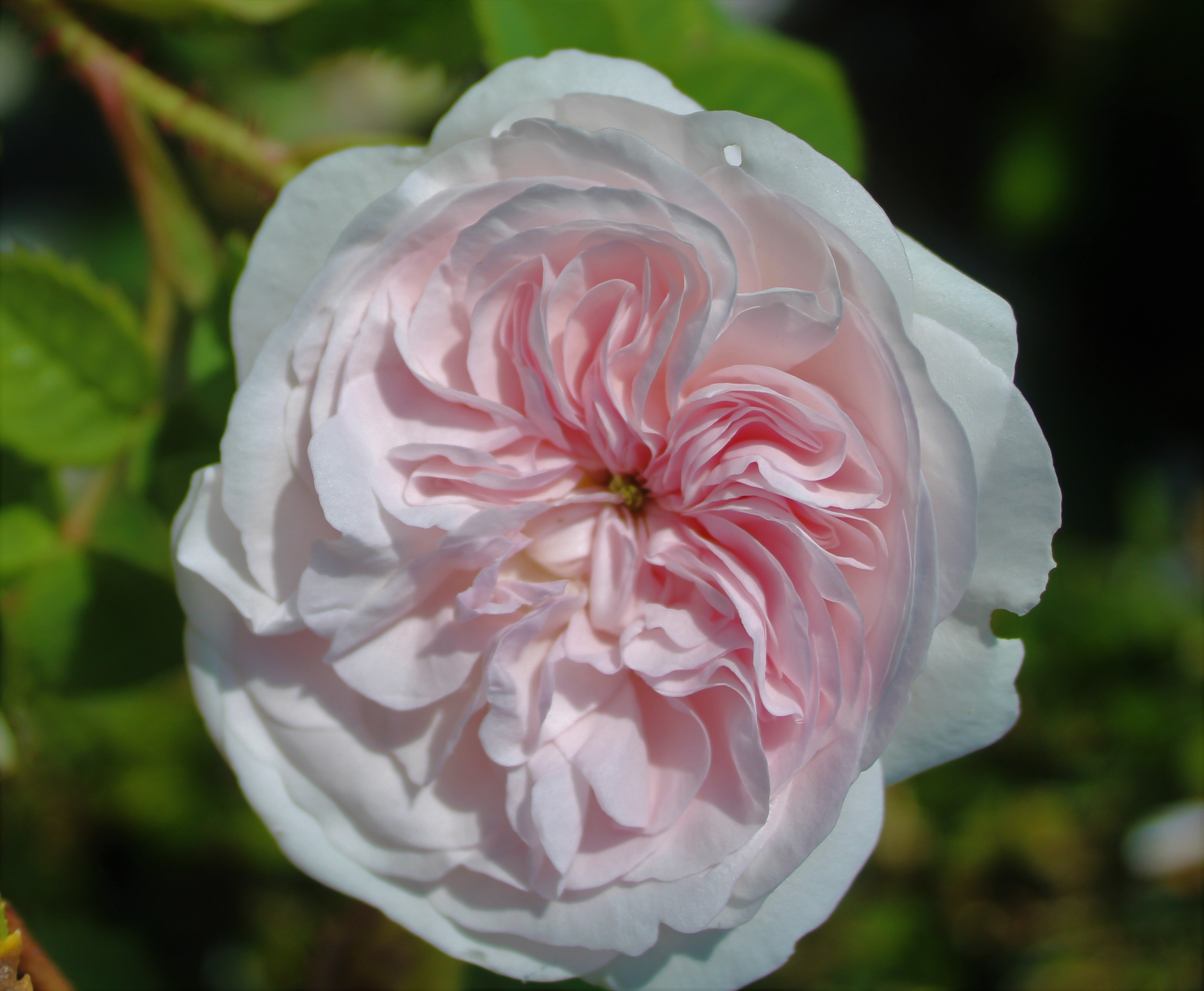
'Belle Thérèse' (Julien-Alexandre Hardy, voor 1817)
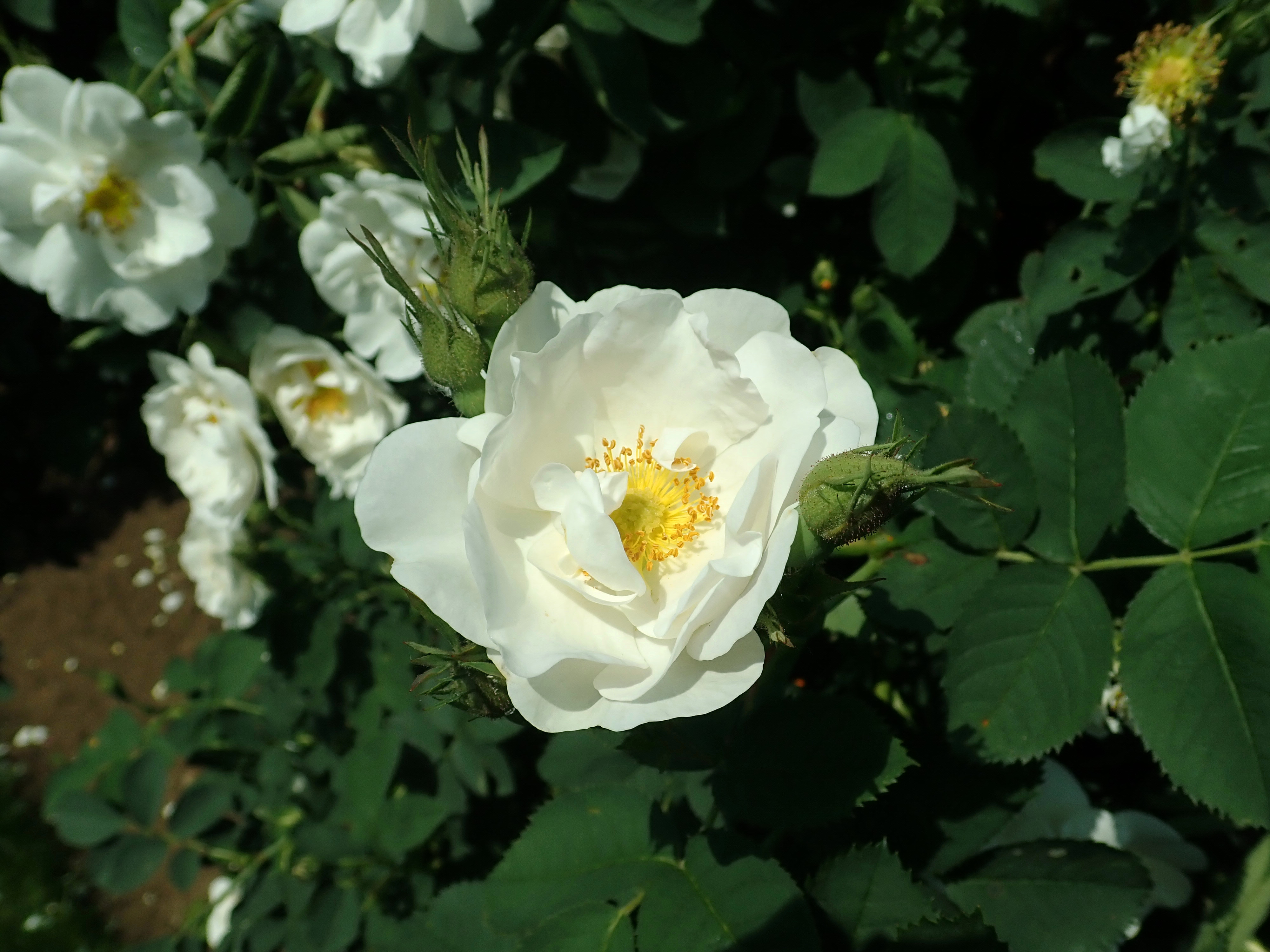
'Sappho' (onbekend, voor 1817)
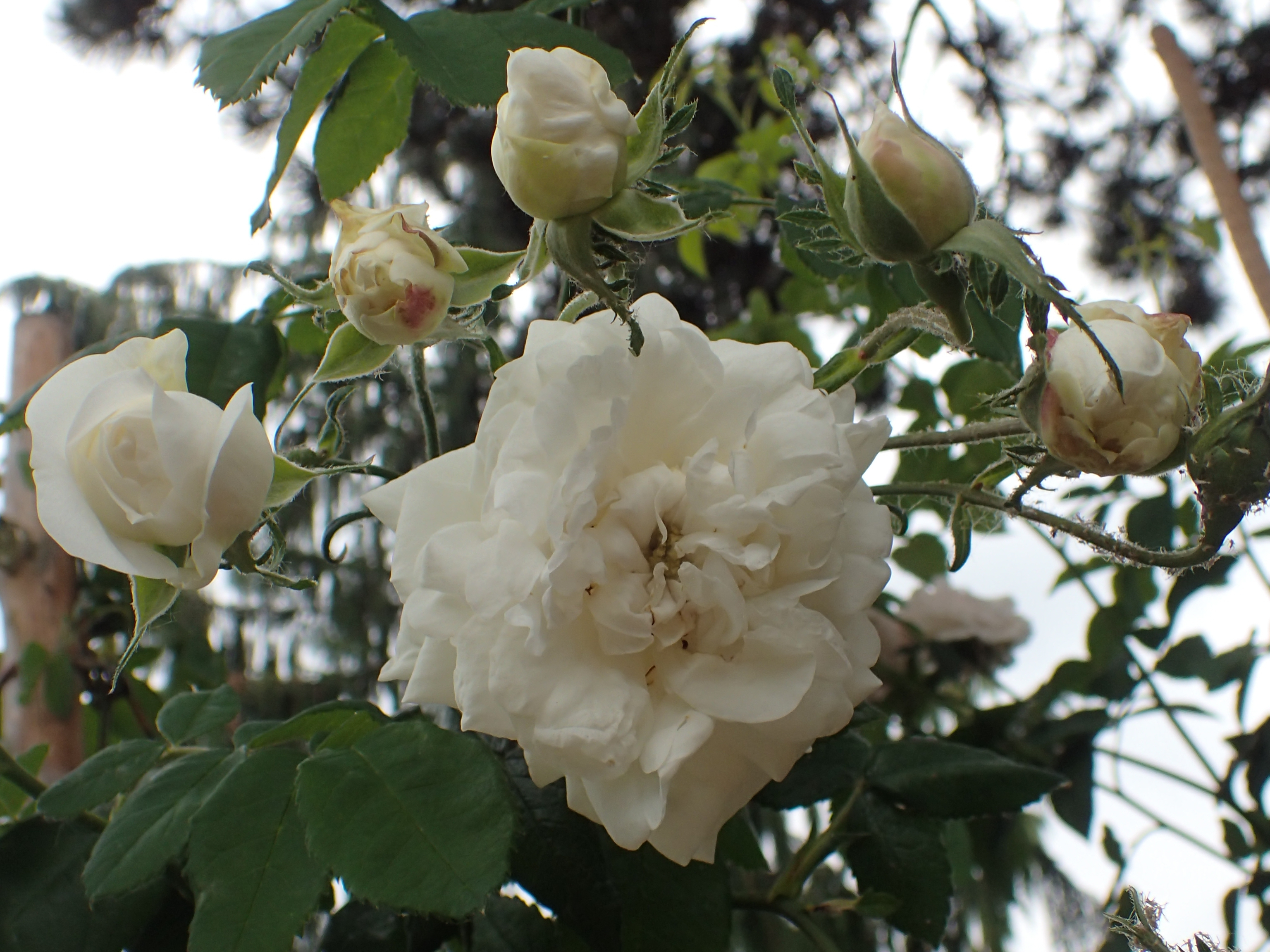
'Armide' (Jean-Pierre Vibert, 1818)
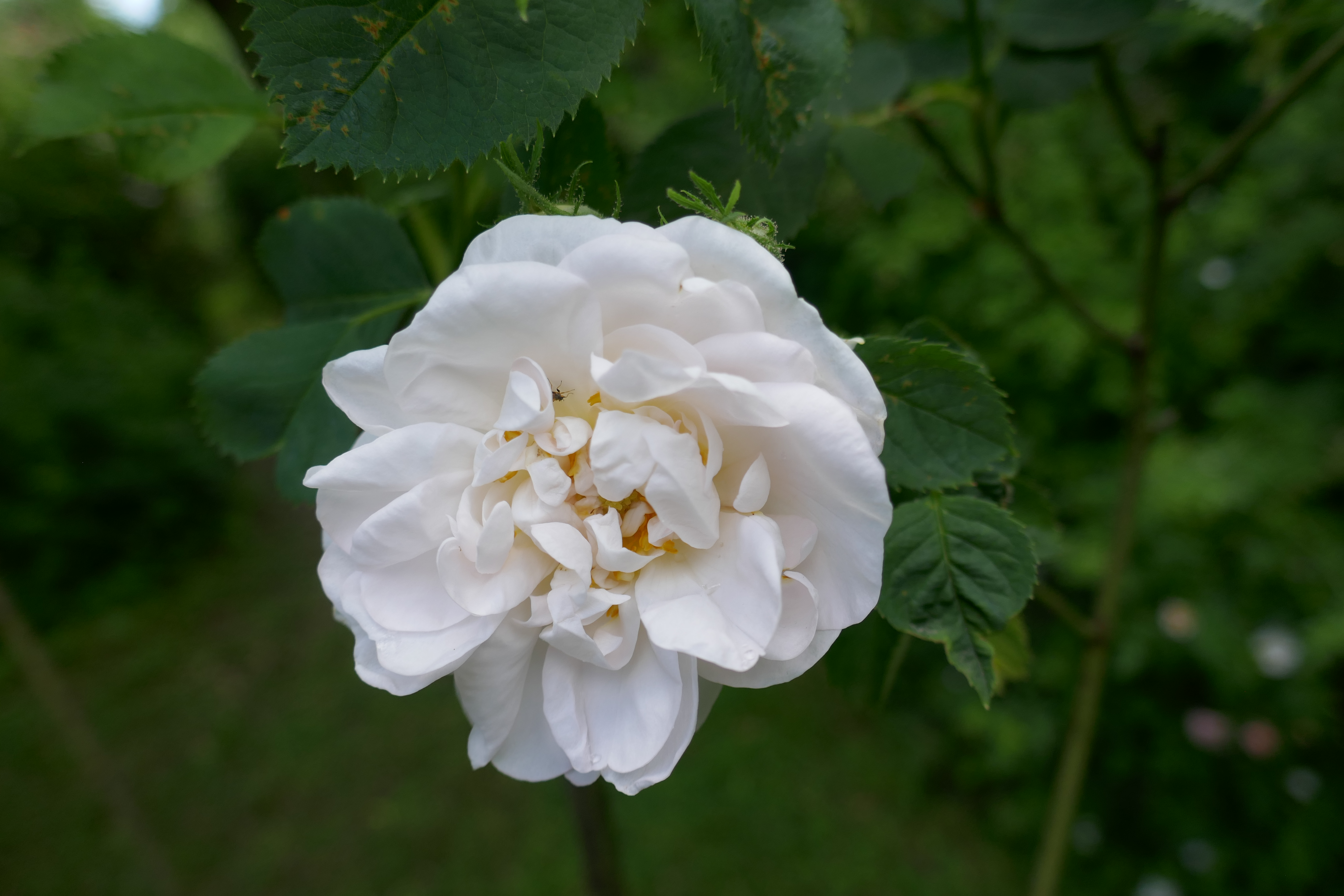
'Jeanne d'Arc' (Jean-Pierre Vibert, 1818)
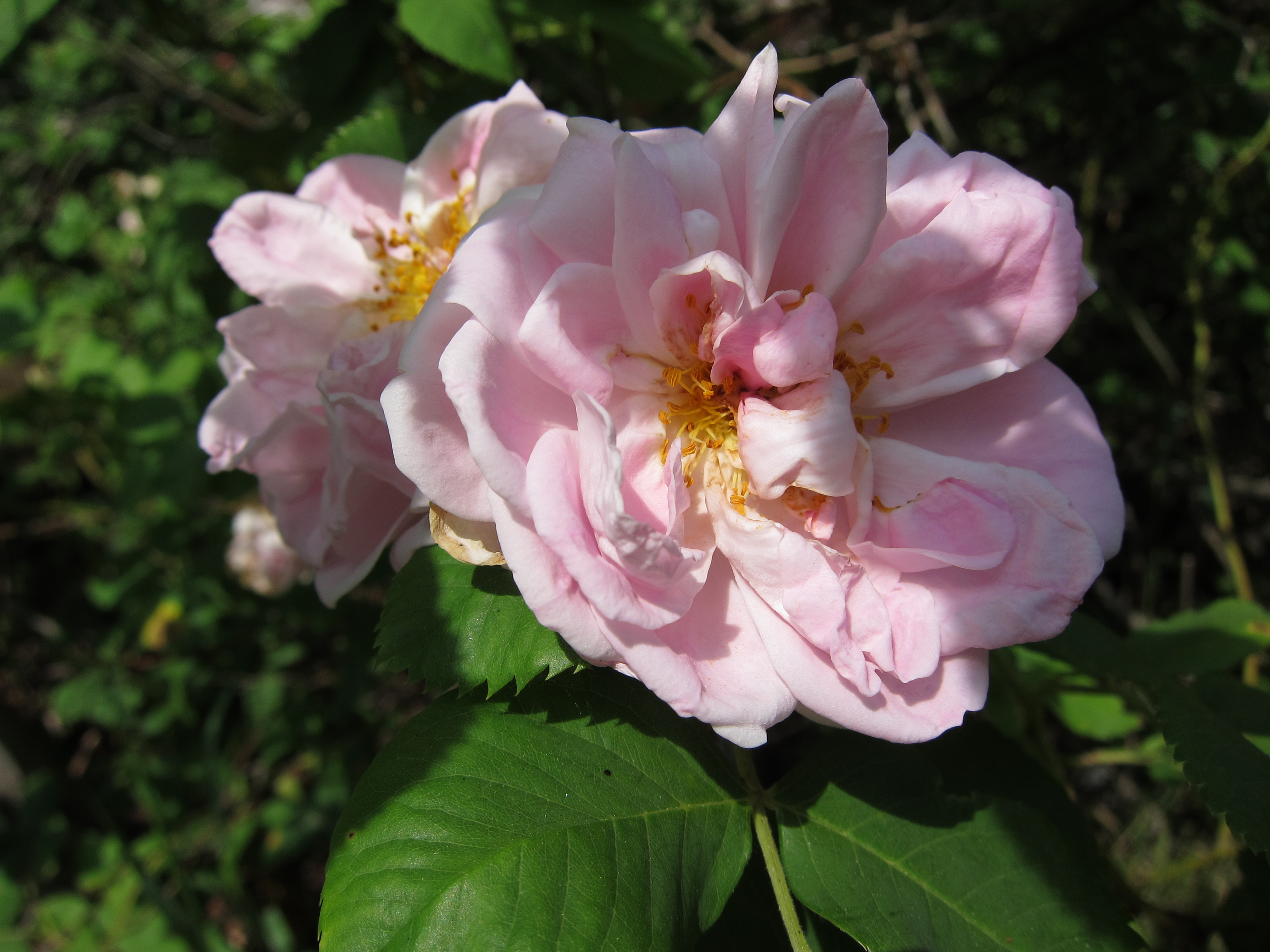
'Minette' (Jean-Pierre Vibert, 1819)
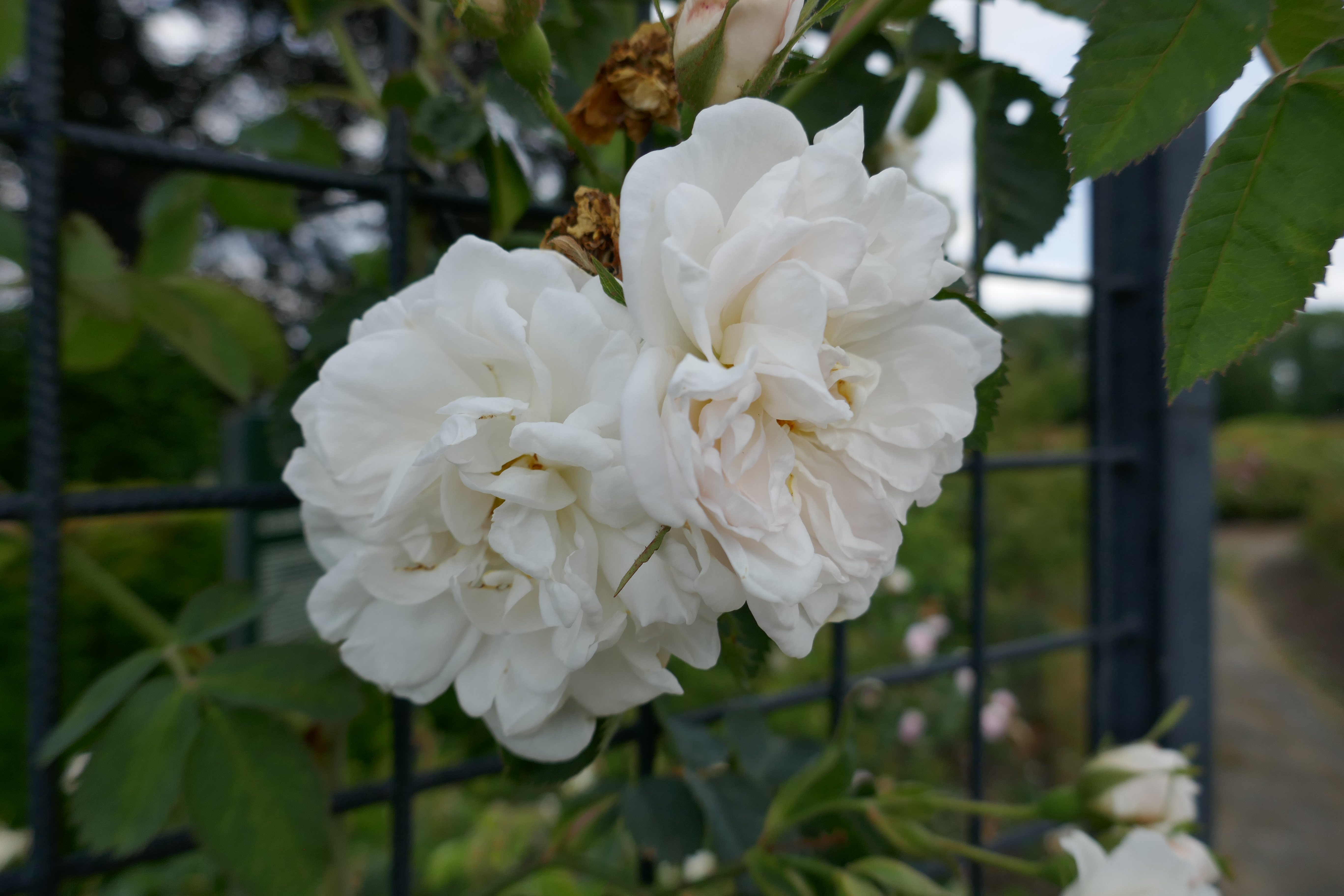
'Blanche de Belgique' (onbekend, voor 1820)
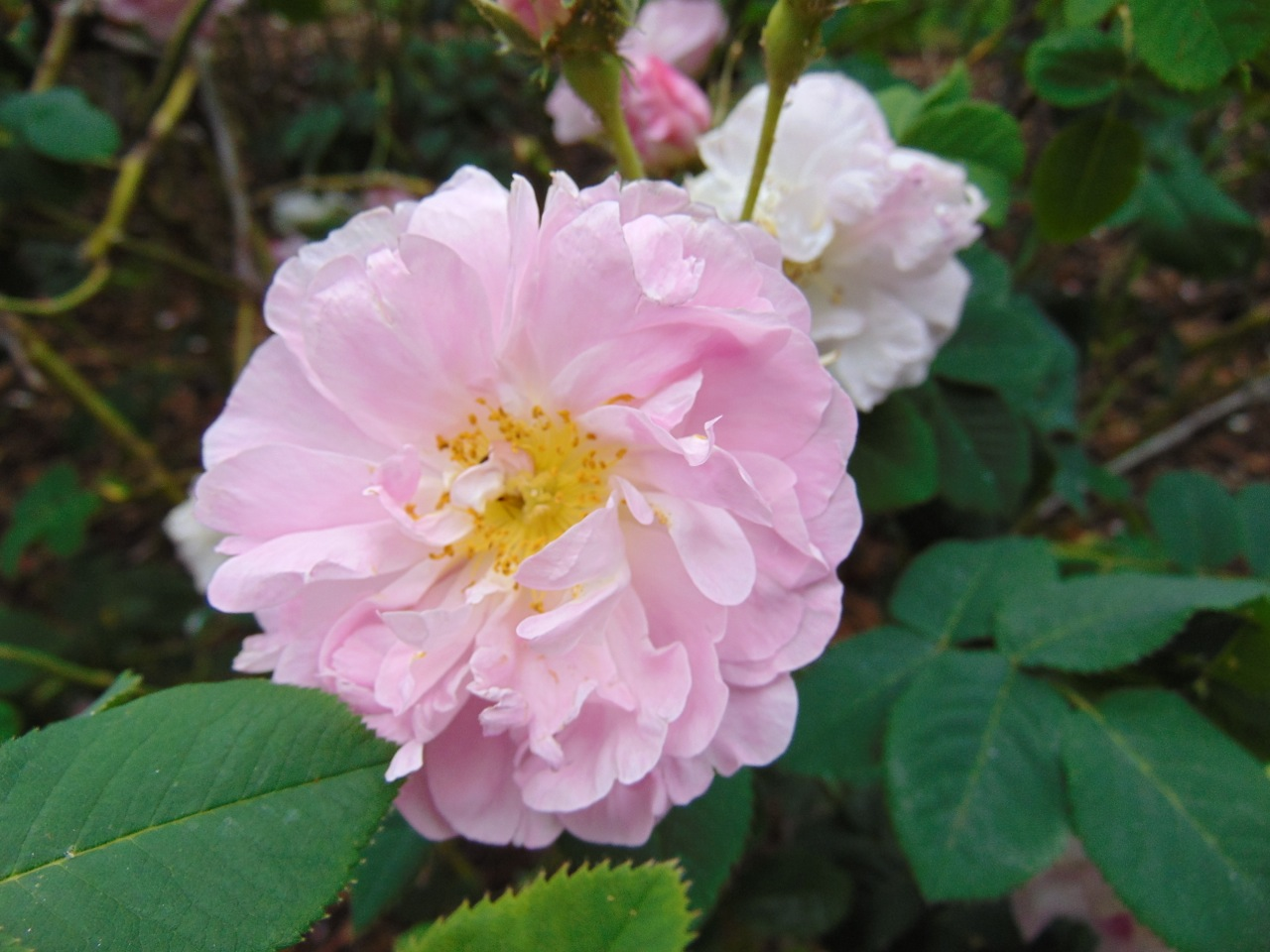
'Amélia' (Jean-Pierre Vibert, 1823)
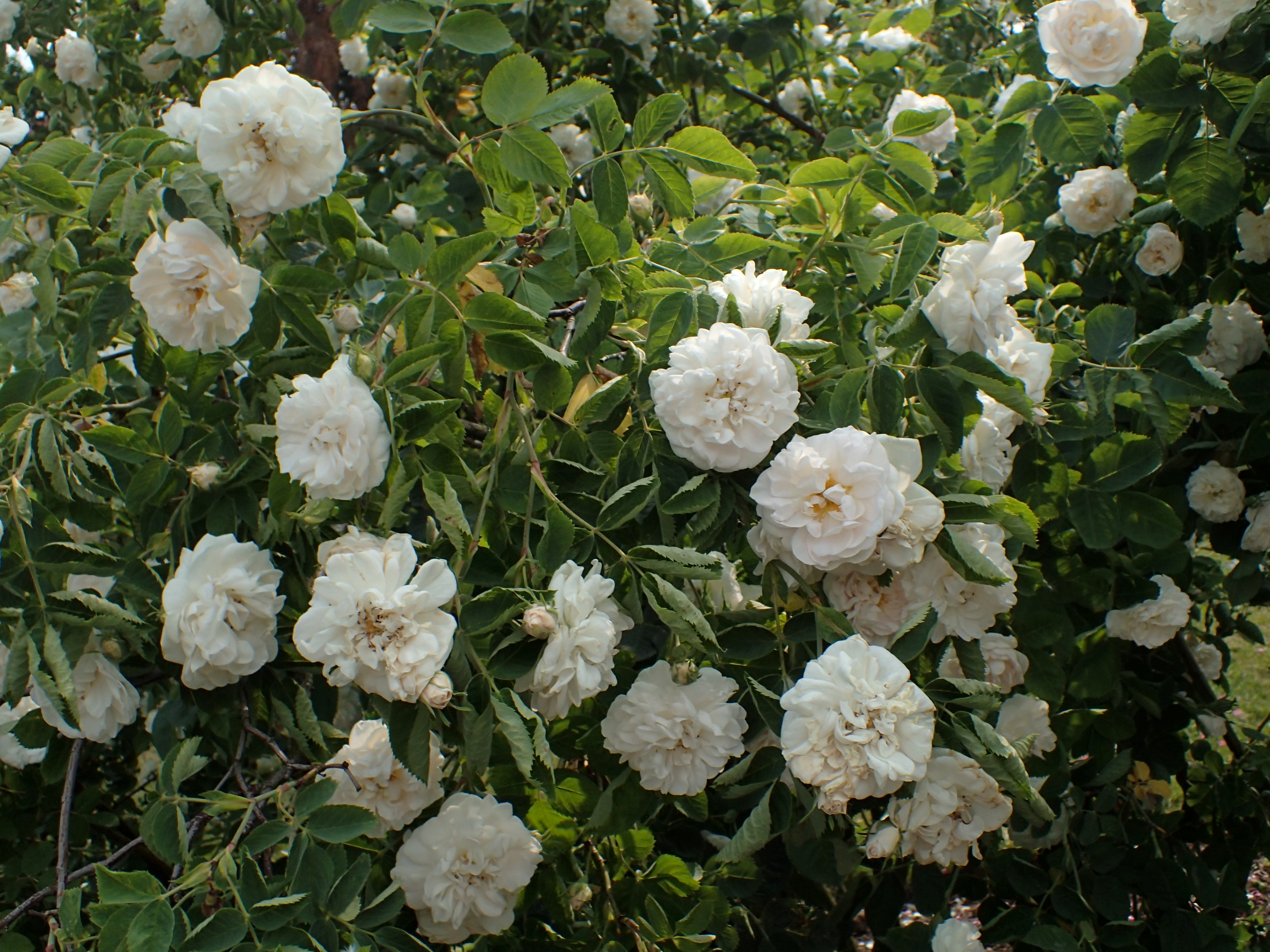
'Princesse de Lamballe' (Miellez, voor 1829)
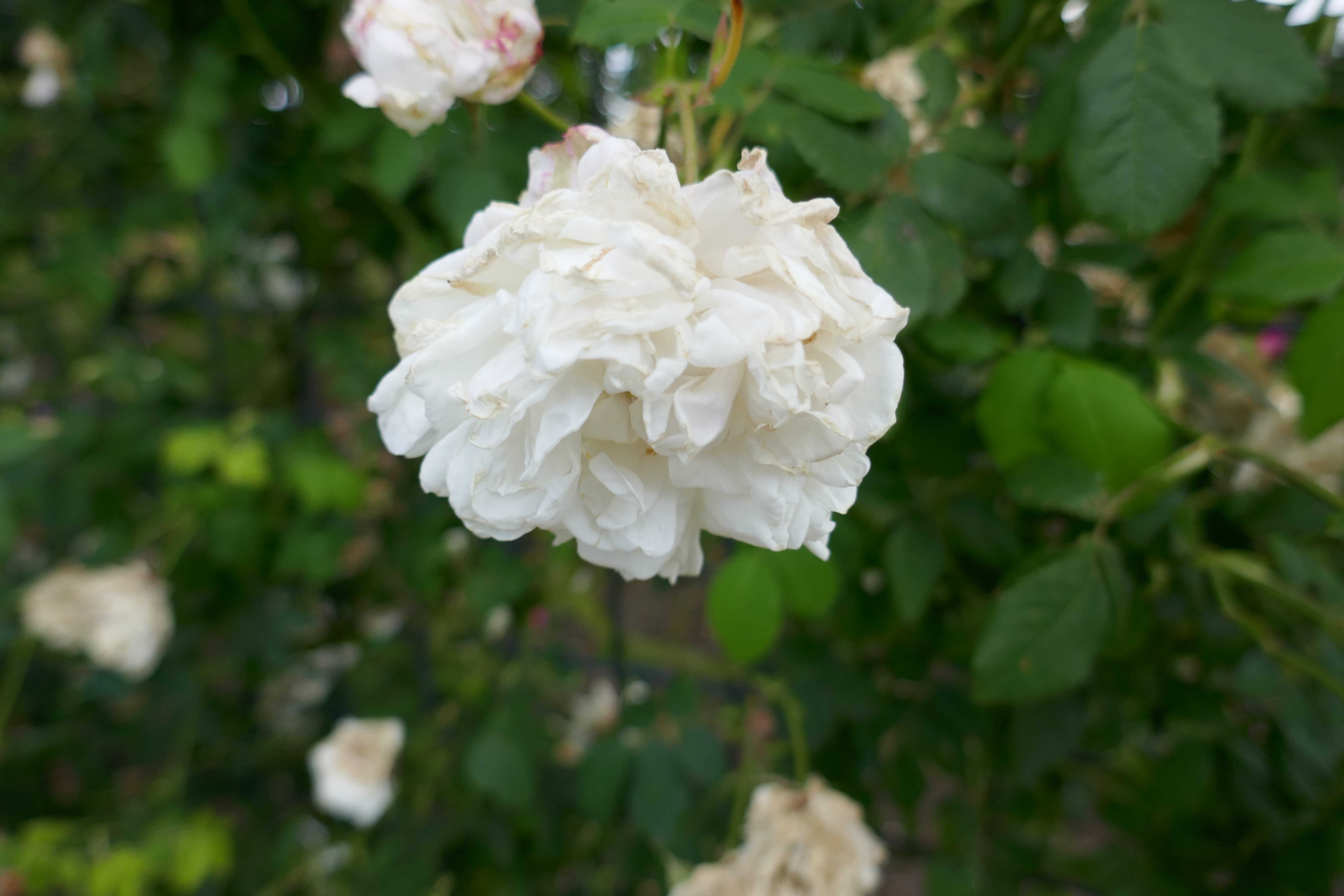
'Madame Plantier' (Jacques Plantier, 1835)
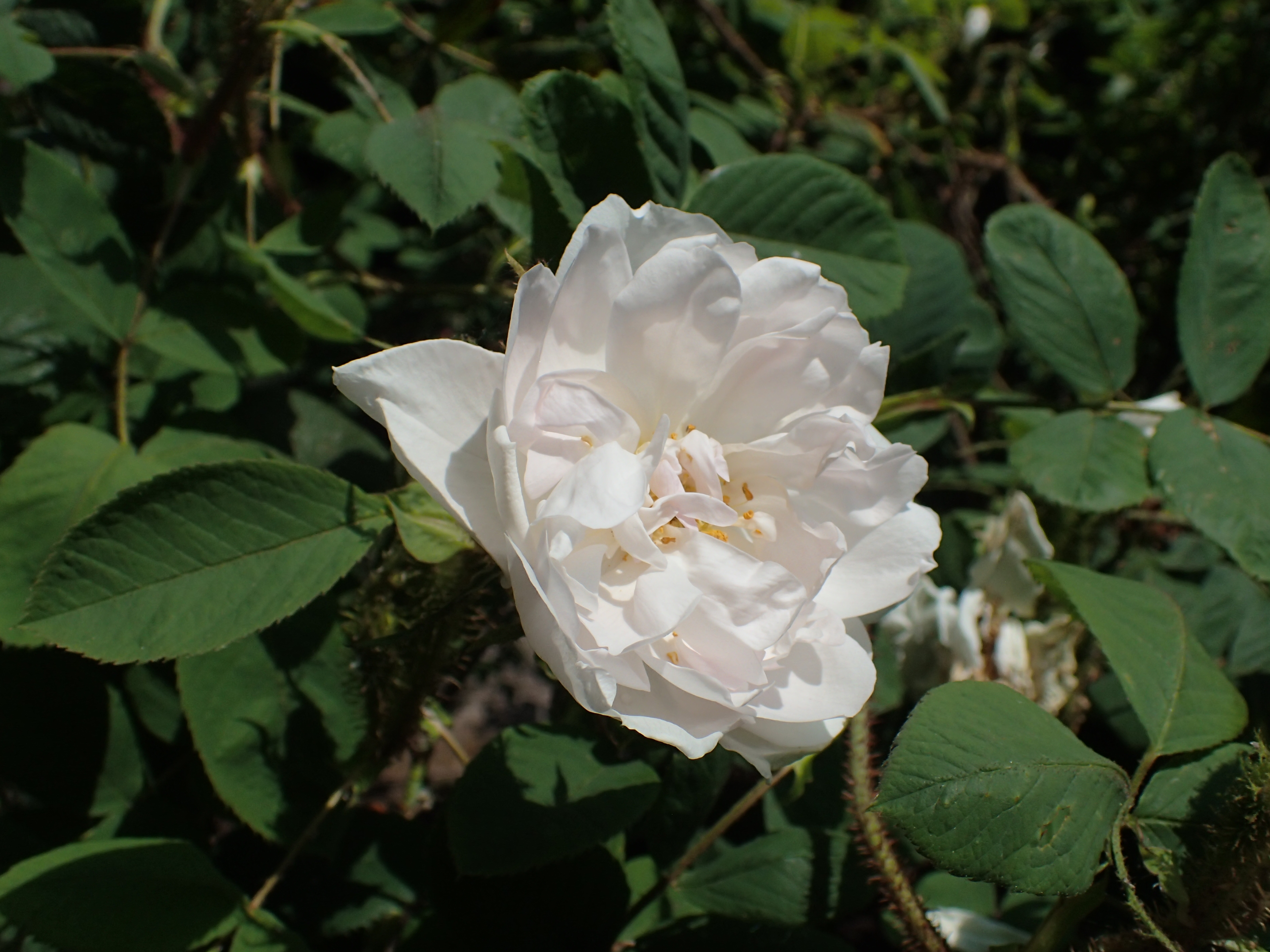
'Félicité Parmentier' (Louis-Joseph-Ghislain Parmentier, voor 1836)
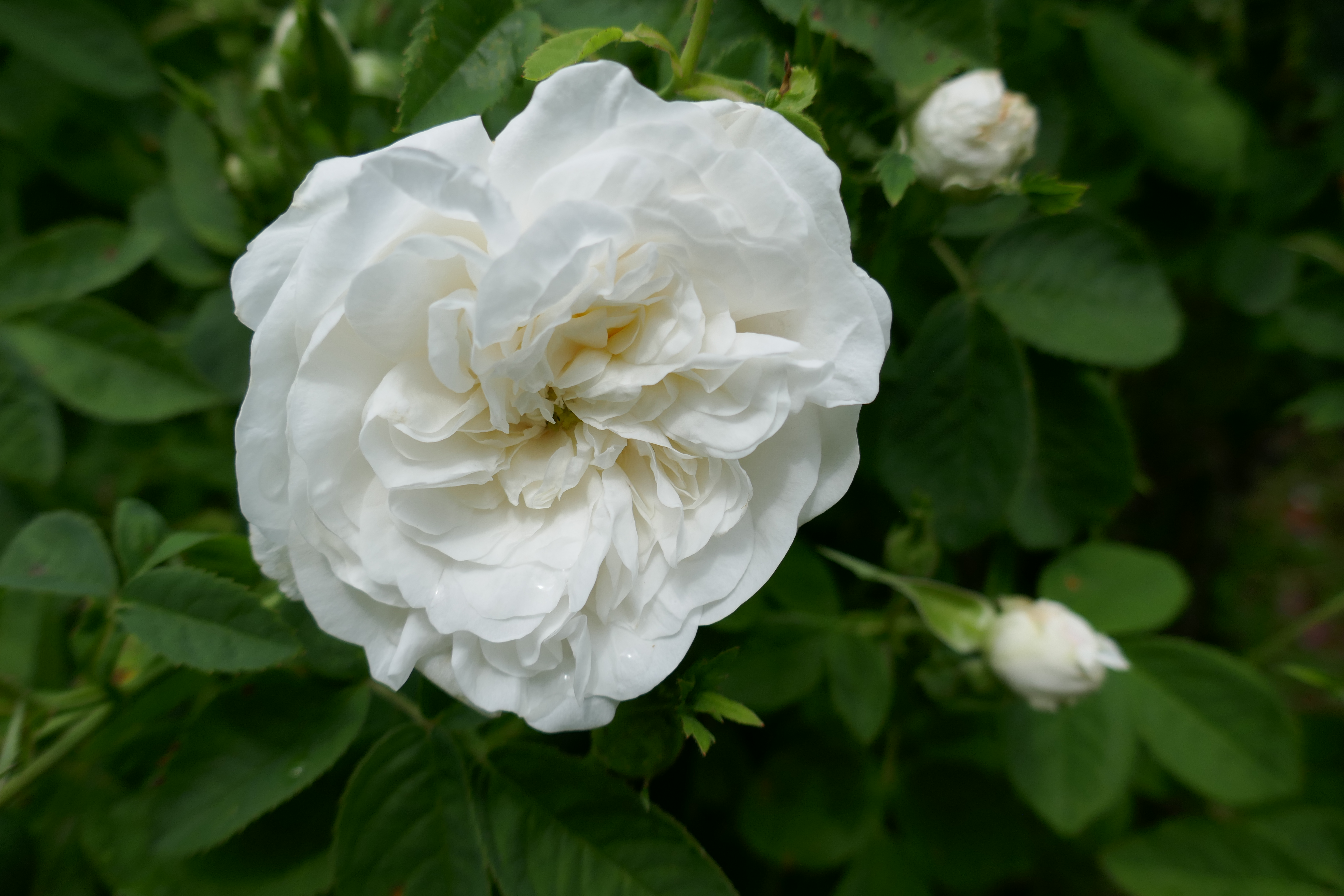
'Mme Legras de St-Germain' (onbekend, 1846)
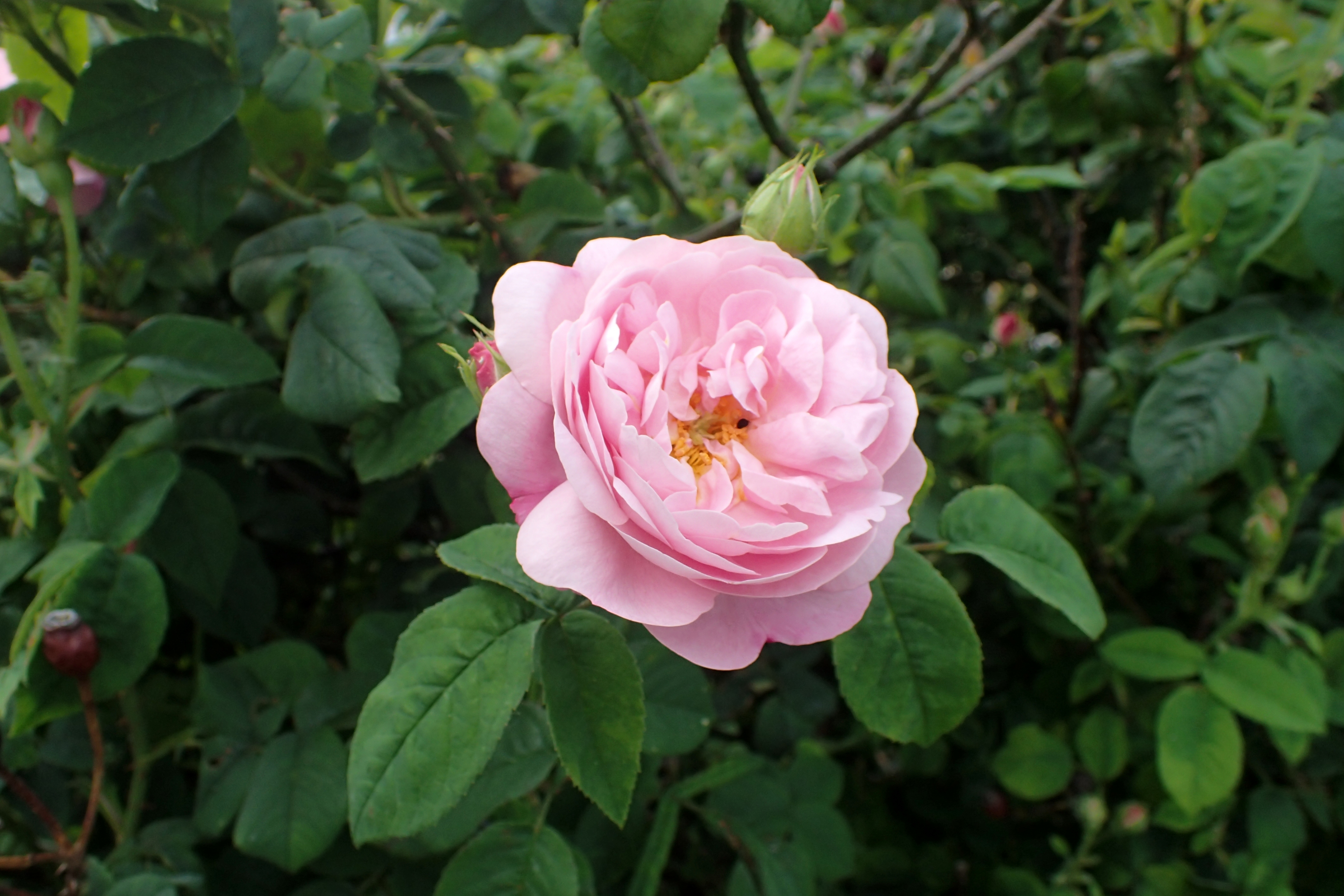
'Belle Amour' (onbekend, ~ 1850)
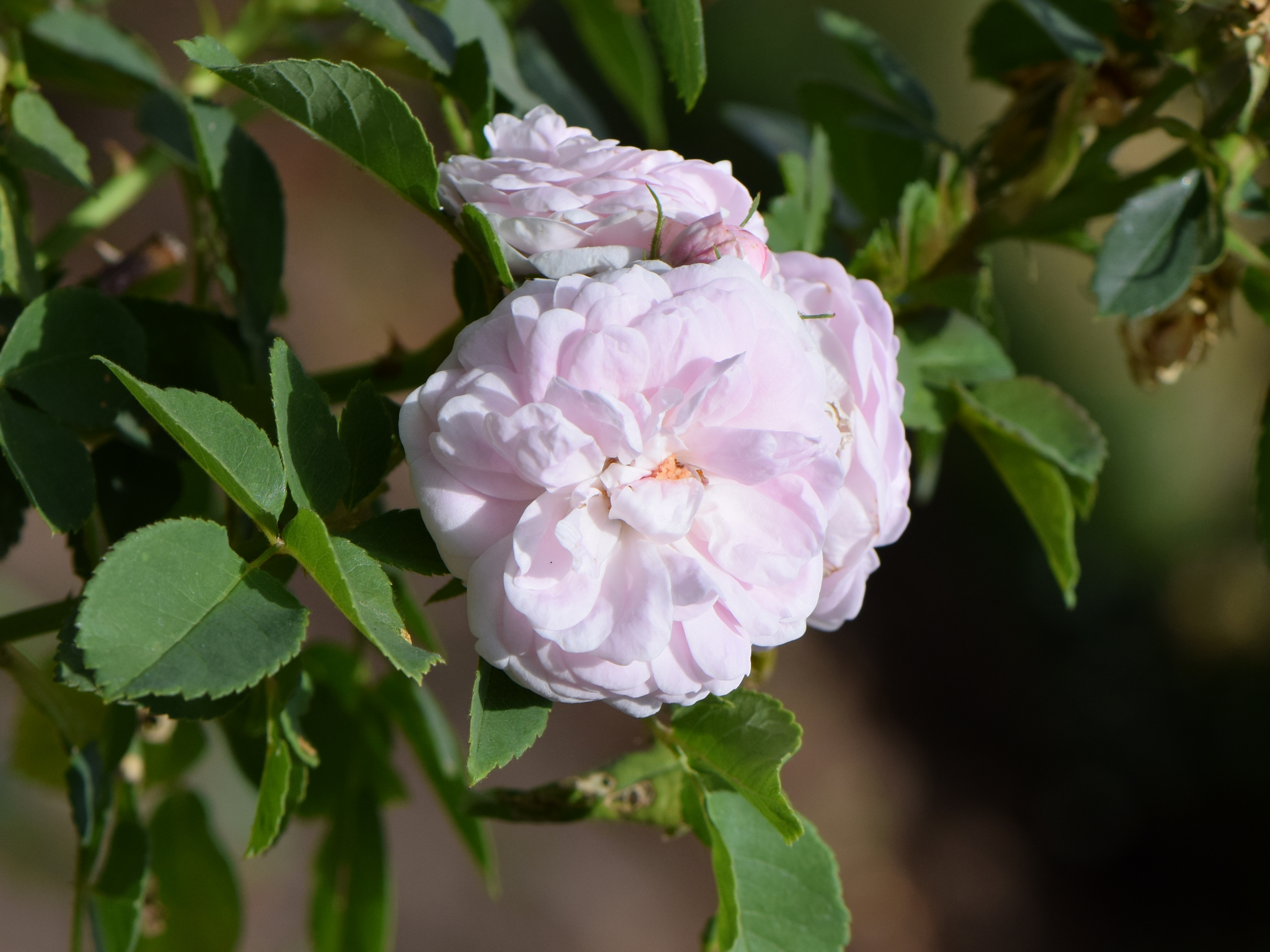
'Pompon Blanc Parfait' (Eugène Verdier, 1876)
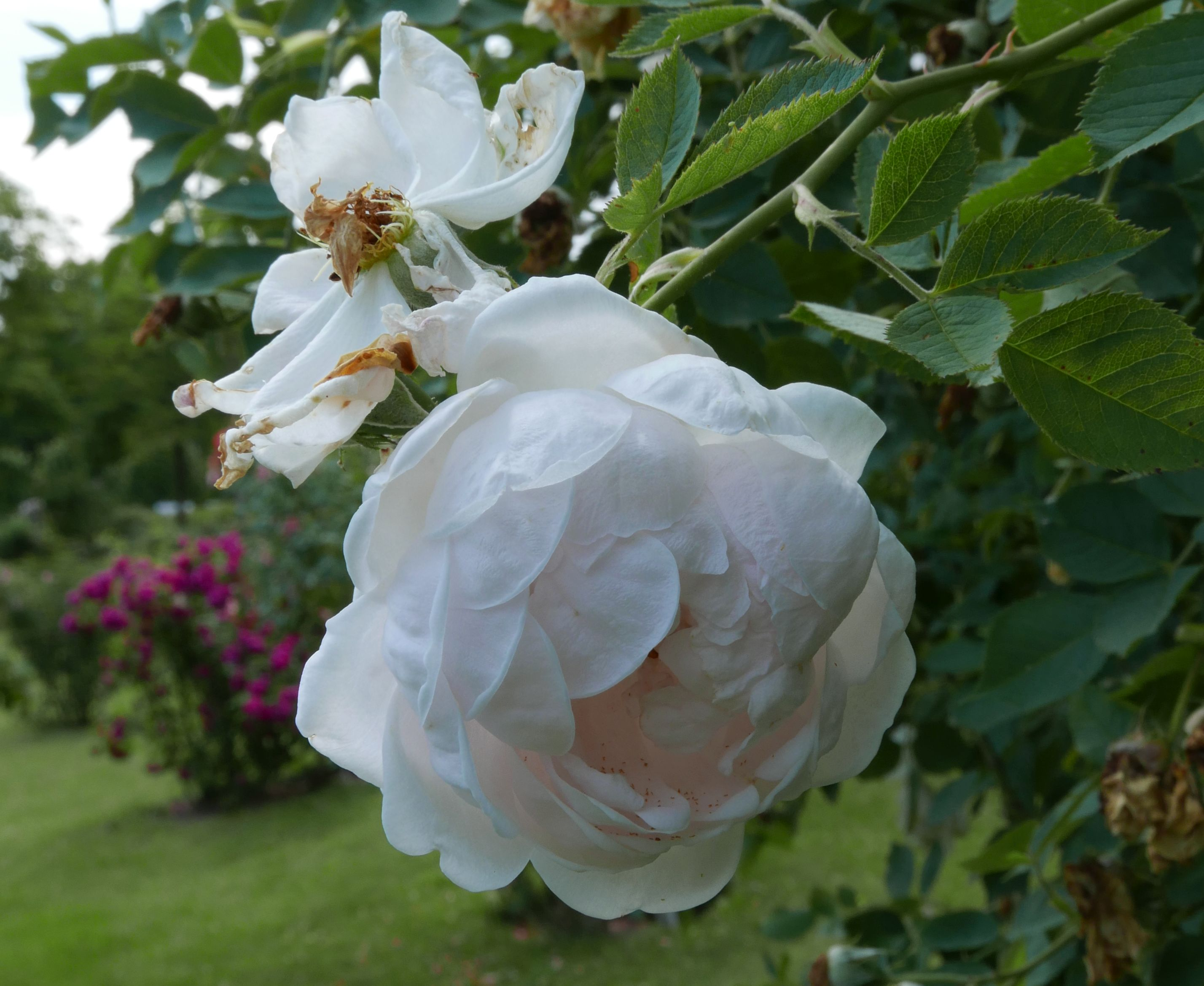
'Ännchen von Tharau' (Rudolf Geschwind, voor 1885)
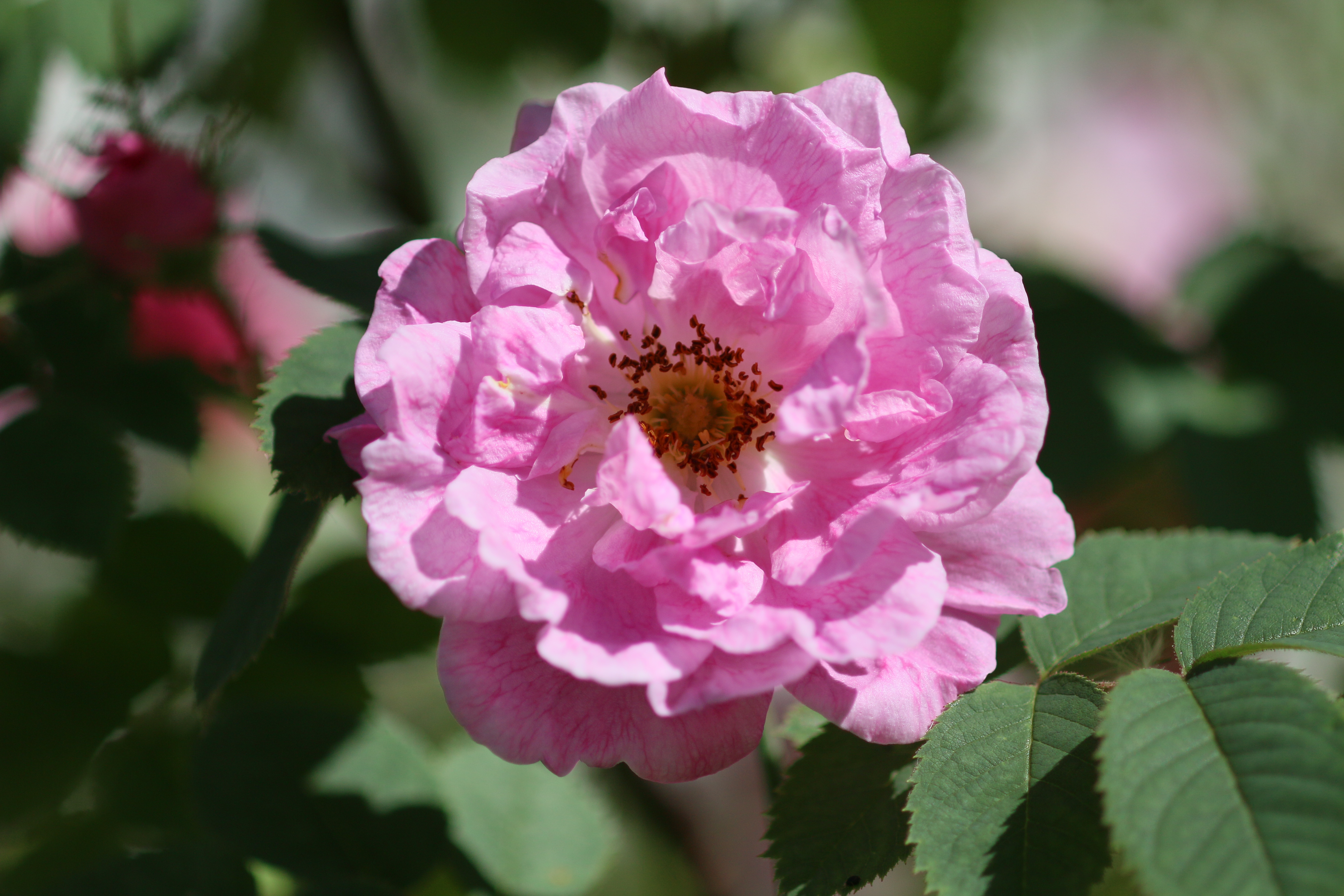
'Hurdalsrose' (onbekend, onbekend)